# بريست لودرديل
بريست لودرديل (بالبلغارية: Прийст Лодърдейл)‏ مواليد 31 أغسطس 1973 في شيكاغو، هو لاعب كرة سلة بلغاري سابق. بدأ مسيرته الاحترافية في سنة 1995. تم اختياره من قبل فريق أتلانتا هوكس خلال الدرافت. يبلغ طوله 7 قدم 4 بوصة (2.2 م). اعتزل اللعب في 2011.

## المسيرة الاحترافية
لعب مع أتلانتا هوكس في موسم 1996–1997، ثم لعب مع دنفر ناغتس في موسم 1997–1998، ثم لعب مع نادي الاتحاد السعودي لكرة السلة في موسم 2005–2006.

## روابط خارجية
- بريست لودرديل على موقع إن بي أي (الإنجليزية)
- بريست لودرديل على موقع سبورتس رفرنس (الإنجليزية)
- بريست لودرديل على موقع كرة السلة الأوروبية.كوم (الإنجليزية)
- بريست لودرديل على موقع ريلجم (الإنجليزية)
- بريست لودرديل على موقع بروبوليرز (الإنجليزية)
- بريست لودرديل على موقع سبورتس رفرنس (الإنجليزية)